# Iglesia Lumpa
La Iglesia Lumpa es el nombre dado a un movimiento religioso que se desarrolló en Zambia en los años cincuenta. La palabra Lumpa significa “mejor que todos los otros” en idioma bemba.
El grupo estaba liderado por Alice Mulenga Mubisha (rebautizada como Alice Lenshina pero más conocida como "La Reina Alice"). El grupo era fuertemente opuesto a la poligamia y hechicería de las religiones animistas tradicionales.
Hacia 1958 la organización adoptó un polémico rechazo de toda autoridad terrenal. Empezó teniendo sus propias Cortes de Justicia y negándose sus miembros a pagar impuestos. Esto llevó poco después a una confrontación con la administración estatal cuando Zambia alcanzó la independencia en 1964. 
Esta confrontación violenta concluyó con la muerte de aproximadamente 700 miembros y el arresto de Alice Lenshina. Alice fue liberada en 1975, pero dos años después volvió a prisión tras haber intentado reavivar la fuerza del movimiento.